# Epizoanthus illoricatus
Epizoanthus illoricatus is een Zoanthideasoort uit de familie van de Epizoanthidae. De wetenschappelijke naam van de soort is voor het eerst geldig gepubliceerd in 1930 door Tischbierek.